# روبي جونستون
روبي جونستون (بالإنجليزية: Robbie Johnston) هو منافس ألعاب قوى نيوزيلندي، ولد في 21 أغسطس 1967.

## وصلات خارجية
- روبي جونستون على موقع الاتحاد الدولي لألعاب القوى (الإنجليزية)
- روبي جونستون على موقع أوليمبيديا (الإنجليزية)